# Alan Smith (ur. 1980)
Alan Smith (ur. 28 października 1980 w Leeds) – angielski piłkarz grający na pozycji pomocnika lub napastnika. Były reprezentant Anglii w latach 2001–2007.

## Życiorys
Alan Smith pierwsze kroki w piłce nożnej stawiał w Narodowym Centrum Doskonalenia w Lilleshaw. Jako osiemnastolatek trafił do Leeds United, gdzie rozegrał 211 meczów i strzelił 58 bramek, ale zasłynął też jako zawodnik niepokorny, często grający brutalnie i karany przez sędziów kartkami. W sezonie 2002/2003 ujrzał czerwoną kartkę także w meczu reprezentacji Anglii z Macedonią.
Długo pozostawał wierny klubowi z Elland Road, ale gdy Leeds spadło z Premiership po sezonie 2003/2004, przystał na ofertę Manchesteru United i 26 maja 2004 roku podpisał kontrakt ze swoim nowym klubem. Suma odstępnego wyniosła 7 milionów funtów. 
Pierwszy sezon w barwach United był dla 23-letniego zawodnika całkiem udany, chociaż Smith miał często problemy z wywalczeniem miejsca w wyjściowym składzie, gdyż jego rywalami w walce o nie byli Wayne Rooney (dla którego również był to pierwszy sezon na Old Trafford), Ruud van Nistelrooy i Louis Saha.
W sezonie 2005/2006 został z konieczności przesunięty na pozycję defensywnego pomocnika, gdzie udanie zastępował Roya Keane'a, ale pod koniec sezonu doznał ciężkiej kontuzji. W następnym sezonie znów został napastnikiem, ale ponownie miał trudności z przebiciem się do pierwszego składu „Czerwonych Diabłów”. Ostatecznie na koniec sezonu wywalczył mistrzostwo Anglii.
2 sierpnia 2007 roku Smith podpisał 5-letni kontrakt z Newcastle United, które zapłaciło za niego około 6 milionów funtów.